# Nem kispályás
A Nem kispályás (eredeti cím: Players) 2024-es amerikai romantikus filmvígjáték, melyet Whit Anderson forgatókönyvéből Trish Sie rendezett. A főbb szerepekben Gina Rodriguez, Damon Wayans Jr., Joel Courtney, Augustus Prew, és Tom Ellis látható.
2024. február 14-én jelent meg a Netflixen.

## Cselekmény
Mack New York-i sportújságíró. Partnerével, Adammel és más barátaival együtt olyan módszereket talál ki, amelyekkel férfiakat lehet felcsípni. A szabály az, hogy csak alkalmi viszony lehet, komolyabb szándék nem.
Miután Mack megismerkedik a hírtelevíziós Nickkel, a szabályokkal ellentétes érzelmeket táplál iránta, ezzel együtt kezdi megkérdőjelezni eddigi szokását.

## Szereplők
| Szerep     | Színész          | Magyar hang     |
| ---------- | ---------------- | --------------- |
| Mack       | Gina Rodriguez   | Csifó Dorina    |
| Adam       | Damon Wayans Jr. | Varga Gábor     |
| Pici       | Joel Courtney    | Berkes Bence    |
| Nick       | Tom Ellis        | Kárpáti Levente |
| Brannagan  | Augustus Prew    | Pavletits Béla  |
| Ashley     | Liza Koshy       | Gyöngy Zsuzsa   |
| Claire     | Ego Nwodim       | Sági Tímea      |
| Karen Kirk | Marin Hinkle     | Ősi Ildikó      |

## A film készítése
2021 márciusában jelentették be, hogy Gina Rodriguez Damon Wayans Jr. és Tom Ellis mellett a Netflix számára készülő, Nem kispályás című romantikus filmvígjátékban fog szerepelni. A film gyártója a Marc Platt Productions és a Campfire Studios volt.
A forgatás New Yorkban zajlott 2021 júliusától 2021 szeptemberéig.

## Fordítás
- Ez a szócikk részben vagy egészben  a   Players (2024 film) című angol Wikipédia-szócikk fordításán alapul.  Az eredeti cikk szerkesztőit annak laptörténete sorolja fel. Ez a jelzés csupán a megfogalmazás eredetét és a szerzői jogokat jelzi, nem szolgál a cikkben szereplő információk forrásmegjelöléseként.